# Danh sách bàn thắng quốc tế của Cristiano Ronaldo

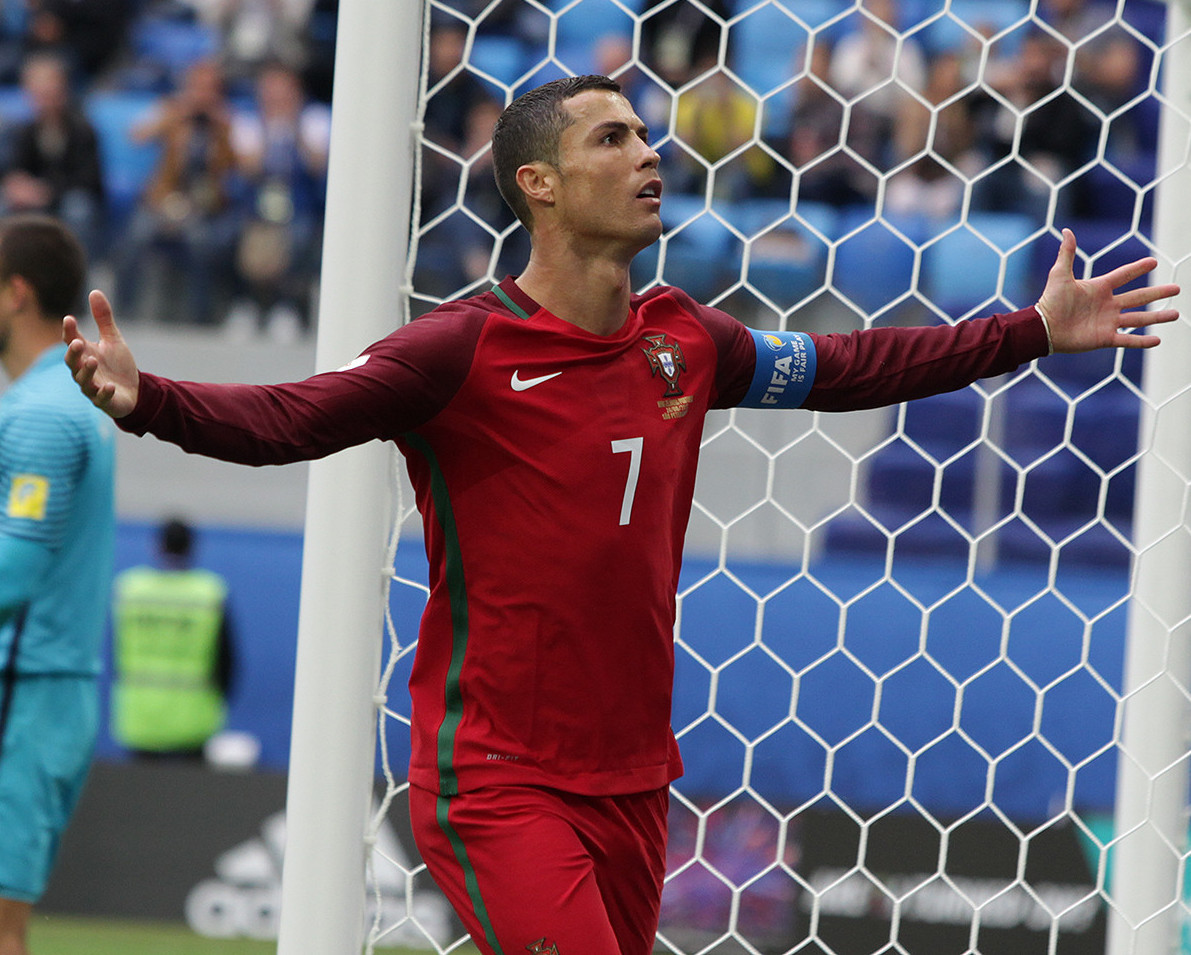
Ronaldo ăn mừng sau khi ghi bàn trên chấm phạt đền vào lưới New Zealand tại Cúp Liên đoàn các châu lục 2017 ở Sankt-Peterburg, Nga.

Cristiano Ronaldo là một cầu thủ bóng đá chuyên nghiệp người Bồ Đào Nha, thi đấu cho đội tuyển bóng đá quốc gia Bồ Đào Nha bắt đầu từ ngày 20 tháng 8 năm 2003 (trận đấu giao hữu với Kazakhstan). Anh ghi bàn thắng quốc tế đầu tiên vào ngày 12 tháng 6 năm 2004, trong trận đấu vòng bảng với Hy Lạp tại Euro 2004. Anh hiện là chân sút xuất sắc nhất mọi thời đại của đội tuyển bóng đá quốc gia Bồ Đào Nha và đồng thời còn là cầu thủ ghi bàn thắng quốc tế nhiều nhất trong lịch sử với 138 bàn sau 221 trận.
Ngày 6 tháng 9 năm 2020, Ronaldo lập cú hat-trick quốc tế đầu tiên vào lưới của Bắc Ireland tại vòng loại World Cup 2014. Tính đến nay, anh đã có 10 lần hat-trick và hai lần ghi 4 bàn trong cùng một trận quốc tế. Vào ngày 5 tháng 3 năm 2014, trong trận đấu giao hữu với Cameroon, Ronaldo ghi hai bàn giúp Bồ Đào Nha giành chiến thắng 5–1, nâng tổng số bàn thắng lên 49 bàn, qua đó trở thành tay săn bàn vĩ đại nhất mọi thời đại của Bồ Đào Nha, vượt qua con số 47 bàn do Pauleta thiết lập. Anh đã ghi bàn thắng duy nhất trong trận đấu với Armenia tại vòng loại Euro 2016 vào ngày 14 tháng 11 năm 2014; đây là bàn thắng thứ 23 của anh trong các trận đấu tại vòng loại và vòng chung kết Euro, vượt qua kỷ lục do Hakan Şükür của Thổ Nhĩ Kỳ và Jon Dahl Tomasson của Đan Mạch nắm giữ trước đó. Vào ngày 20 tháng 6 năm 2018, Ronaldo ghi bàn thắng thứ 85 cho Bồ Đào Nha trong chiến thắng 1–0 trước Maroc tại World Cup 2018, vượt qua Ferenc Puskás của Hungary để trở thành cầu thủ ghi nhiều bàn thắng nhất mọi thời đại cho một đội tuyển quốc gia châu Âu. Ngày 8 tháng 9 năm 2020, anh ghi bàn thắng thứ 100 và 101 cho Bồ Đào Nha trong chiến thắng 2–0 trước Thụy Điển tại UEFA Nations League 2020–21, và trở thành cầu thủ châu Âu đầu tiên đạt được cột mốc này. Vào ngày 1 tháng 9 năm 2021, Ronaldo ghi bàn thắng thứ 110 và 111 cho Bồ Đào Nha trong chiến thắng 2–1 trước Cộng hòa Ireland tại vòng loại World Cup 2022, trở thành cầu thủ ghi nhiều bàn thắng nhất cho một đội tuyển bóng đá nam quốc gia, vượt qua kỷ lục 109 bàn của Ali Daei trong màu áo Iran.
Ronaldo đã có mười hai lần tham dự các giải đấu quốc tế lớn, bao gồm năm kỳ Euro (2004, 2008, 2012, 2016 và 2020 (diễn ra vào năm 2021)), năm kỳ World Cup (2006, 2010, 2014, 2018 và 2022), một kỳ Cúp Liên đoàn các châu lục (2017), và hai vòng chung kết UEFA Nations League (2019 và 2025). Anh ghi bàn trong tất cả mười ba lần tham dự trên. Là đội trưởng của đội tuyển Bồ Đào Nha, anh lần đầu được nâng cúp UEFA Euro sau chiến thắng của Bồ Đào Nha trước Pháp tại trận chung kết năm 2016, đồng thời có thêm một Chiếc giày bạc nhờ thành tích ghi bàn nhiều thứ hai giải, với 3 bàn thắng và 3 lần kiến tạo. Anh cũng góp mặt trong đội hình tiêu biểu của giải; đây là lần thứ ba trong sự nghiệp của anh. Ngày 15 tháng 6 năm 2021, Ronaldo lập cú đúp trong chiến thắng 3–0 của Bồ Đào Nha trước Hungary tại vòng bảng UEFA Euro 2020,, qua đó đây là hai bàn thắng thứ 10 và 11 trong những lần tham dự vòng chung kết UEFA Euro của anh, giúp anh vượt qua kỷ lục ghi nhiều bàn thắng nhất tại các vòng chung kết giải này do Michel Platini (Pháp) nắm giữ trước đó. Đồng thời, anh cũng trở thành cầu thủ đầu tiên ra sân trong 5 mùa Euro liên tiếp. Tính đến nay, anh đã ghi được 14 bàn tại các vòng chung kết Euro (kỷ lục), 8 bàn tại các vòng chung kết World Cup, 7 bàn tại UEFA Nations League và 2 bàn tại Cúp Liên đoàn các châu lục. Ronaldo đã ghi 36 bàn thắng tại vòng loại FIFA World Cup và 41 bàn thắng tại vòng loại UEFA Euro, do đó trở thành cầu thủ đầu tiên ghi được hơn 50 bàn thắng trong các trận đấu ở vòng loại châu Âu. 20 bàn thắng khác của anh đến từ các trận đấu giao hữu. Đối thủ mà Ronaldo ghi bàn thường xuyên nhất là Luxembourg với 11 bàn thắng. Anh đã ghi 16 bàn thắng quốc tế tại Sân vận động Algarve, nhiều nhất ở một sân vận động. Vào ngày 12 tháng 10 năm 2021, Ronaldo đã ghi hat-trick quốc tế thứ 10 trong chiến thắng 5–0 của Bồ Đào Nha trước Luxembourg, vượt qua kỷ lục do Sven Rydell thiết lập trước đó với Thụy Điển.

## Bàn thắng
Tính đến trận đấu diễn ra ngày 8 tháng 6 năm 2025
Trong mục Bàn thắng và Kết quả, số bàn thắng của Bồ Đào Nha đứng trước.
| ‡ | Bàn thắng được ghi từ phạt đền |
|   | Bồ Đào Nha thắng               |
|   | Kết quả hòa chung cuộc         |
|   | Bồ Đào Nha thua                |

| Số  | Trận đấu | Ngày                 | Địa điểm                                                    | Đối thủ              | Bàn thắng | Kết quả              | Giải đấu                                | Nguồn   |
| --- | -------- | -------------------- | ----------------------------------------------------------- | -------------------- | --------- | -------------------- | --------------------------------------- | ------- |
| 1   | 8        | 12 tháng 6 năm 2004  | Sân vận động Dragão, Porto, Bồ Đào Nha                      | Hy Lạp               | 1–2       | 1–2                  | UEFA Euro 2004                          | [ 21 ]  |
| 2   | 12       | 30 tháng 6 năm 2004  | Sân vận động José Alvalade, Lisboa, Bồ Đào Nha              | Hà Lan               | 1–0       | 2–1                  | UEFA Euro 2004                          | [ 22 ]  |
| 3   | 14       | 4 tháng 9 năm 2004   | Sân vận động Skonto, Riga, Latvia                           | Latvia               | 1–0       | 2–0                  | Vòng loại FIFA World Cup 2006           | [ 23 ]  |
| 4   | 15       | 8 tháng 9 năm 2004   | Sân vận động Dr. Magalhães Pessoa, Leiria, Bồ Đào Nha       | Estonia              | 1–0       | 4–0                  | Vòng loại FIFA World Cup 2006           | [ 24 ]  |
| 5   | 17       | 13 tháng 10 năm 2004 | Sân vận động José Alvalade, Lisboa, Bồ Đào Nha              | Nga                  | 2–0       | 7–1                  | Vòng loại FIFA World Cup 2006           | [ 25 ]  |
| 6   | 17       | 13 tháng 10 năm 2004 | Sân vận động José Alvalade, Lisboa, Bồ Đào Nha              | Nga                  | 4–0       | 7–1                  | Vòng loại FIFA World Cup 2006           | [ 25 ]  |
| 7   | 18       | 17 tháng 11 năm 2004 | Sân vận động Josy Barthel, Thành phố Luxembourg, Luxembourg | Luxembourg           | 2–0       | 5–0                  | Vòng loại FIFA World Cup 2006           | [ 26 ]  |
| 8   | 22       | 4 tháng 6 năm 2005   | Sân vận động Ánh sáng, Lisboa, Bồ Đào Nha                   | Slovakia             | 2–0       | 2–0                  | Vòng loại FIFA World Cup 2006           | [ 27 ]  |
| 9   | 23       | 8 tháng 6 năm 2005   | A. Le Coq Arena, Tallinn, Estonia                           | Estonia              | 1–0       | 1–0                  | Vòng loại FIFA World Cup 2006           | [ 28 ]  |
| 10  | 30       | 1 tháng 3 năm 2006   | LTU Arena, Düsseldorf, Đức                                  | Ả Rập Xê Út          | 1–0       | 3–0                  | Giao hữu                                | [ 29 ]  |
| 11  | 30       | 1 tháng 3 năm 2006   | LTU Arena, Düsseldorf, Đức                                  | Ả Rập Xê Út          | 3–0       | 3–0                  | Giao hữu                                | [ 29 ]  |
| 12  | 34       | 17 tháng 6 năm 2006  | Waldstadion, Frankfurt am Main, Đức                         | Iran                 | 2–0‡      | 2–0                  | FIFA World Cup 2006                     | [ 30 ]  |
| 13  | 41       | 7 tháng 10 năm 2006  | Sân vận động Bessa, Porto, Bồ Đào Nha                       | Azerbaijan           | 1–0       | 3–0                  | Vòng loại UEFA Euro 2008                | [ 31 ]  |
| 14  | 41       | 7 tháng 10 năm 2006  | Sân vận động Bessa, Porto, Bồ Đào Nha                       | Azerbaijan           | 3–0       | 3–0                  | Vòng loại UEFA Euro 2008                | [ 31 ]  |
| 15  | 43       | 15 tháng 11 năm 2006 | Sân vận động Cidade de Coimbra, Coimbra, Bồ Đào Nha         | Kazakhstan           | 2–0       | 3–0                  | Vòng loại UEFA Euro 2008                | [ 32 ]  |
| 16  | 45       | 24 tháng 3 năm 2007  | Sân vận động José Alvalade, Lisboa, Bồ Đào Nha              | Bỉ                   | 2–0       | 4–0                  | Vòng loại UEFA Euro 2008                | [ 33 ]  |
| 17  | 45       | 24 tháng 3 năm 2007  | Sân vận động José Alvalade, Lisboa, Bồ Đào Nha              | Bỉ                   | 4–0       | 4–0                  | Vòng loại UEFA Euro 2008                | [ 33 ]  |
| 18  | 47       | 22 tháng 8 năm 2007  | Sân vận động Cộng hòa Vazgen Sargsyan, Yerevan, Armenia     | Armenia              | 1–1       | 1–1                  | Vòng loại UEFA Euro 2008                | [ 34 ]  |
| 19  | 48       | 8 tháng 9 năm 2007   | Sân vận động Ánh sáng, Lisboa, Bồ Đào Nha                   | Ba Lan               | 2–1       | 2–2                  | Vòng loại UEFA Euro 2008                | [ 35 ]  |
| 20  | 51       | 17 tháng 10 năm 2007 | Sân vận động Trung tâm Almaty, Almaty, Kazakhstan           | Kazakhstan           | 2–0       | 2–1                  | Vòng loại UEFA Euro 2008                | [ 36 ]  |
| 21  | 57       | 11 tháng 6 năm 2008  | Sân vận động Genève, Genève, Thụy Sĩ                        | Séc                  | 2–1       | 3–1                  | UEFA Euro 2008                          | [ 37 ]  |
| 22  | 62       | 11 tháng 2 năm 2009  | Sân vận động Algarve, Faro, Bồ Đào Nha                      | Phần Lan             | 1–0‡      | 1–0                  | Giao hữu                                | [ 38 ]  |
| 23  | 74       | 21 tháng 6 năm 2010  | Sân vận động Cape Town, Cape Town, Nam Phi                  | CHDCND Triều Tiên    | 6–0       | 7–0                  | FIFA World Cup 2010                     | [ 39 ]  |
| 24  | 77       | 8 tháng 10 năm 2010  | Sân vận động Dragão, Porto, Bồ Đào Nha                      | Đan Mạch             | 3–1       | 3–1                  | Vòng loại UEFA Euro 2012                | [ 40 ]  |
| 25  | 78       | 12 tháng 10 năm 2010 | Laugardalsvöllur, Reykjavík, Iceland                        | Iceland              | 1–0       | 3–1                  | Vòng loại UEFA Euro 2012                | [ 41 ]  |
| 26  | 80       | 9 tháng 2 năm 2011   | Sân vận động Genève, Genève, Thụy Sĩ                        | Argentina            | 1–1       | 1–2                  | Giao hữu                                | [ 42 ]  |
| 27  | 82       | 10 tháng 8 năm 2011  | Sân vận động Algarve, Faro, Bồ Đào Nha                      | Luxembourg           | 2–0       | 5–0                  | Giao hữu                                | [ 43 ]  |
| 28  | 83       | 2 tháng 9 năm 2011   | Sân vận động GSP, Nicosia, Síp                              | Síp                  | 1–0‡      | 4–0                  | Vòng loại UEFA Euro 2012                | [ 44 ]  |
| 29  | 83       | 2 tháng 9 năm 2011   | Sân vận động GSP, Nicosia, Síp                              | Síp                  | 2–0       | 4–0                  | Vòng loại UEFA Euro 2012                | [ 44 ]  |
| 30  | 85       | 11 tháng 10 năm 2011 | Sân vận động Parken, Copenhagen, Đan Mạch                   | Đan Mạch             | 1–2       | 1–2                  | Vòng loại UEFA Euro 2012                | [ 45 ]  |
| 31  | 87       | 15 tháng 11 năm 2011 | Sân vận động Ánh sáng, Lisboa, Bồ Đào Nha                   | Bosna và Hercegovina | 1–0       | 6–2                  | Vòng loại UEFA Euro 2012                | [ 46 ]  |
| 32  | 87       | 15 tháng 11 năm 2011 | Sân vận động Ánh sáng, Lisboa, Bồ Đào Nha                   | Bosna và Hercegovina | 3–1       | 6–2                  | Vòng loại UEFA Euro 2012                | [ 46 ]  |
| 33  | 93       | 17 tháng 6 năm 2012  | Sân vận động Metalist, Kharkiv, Ukraina                     | Hà Lan               | 1–1       | 2–1                  | UEFA Euro 2012                          | [ 47 ]  |
| 34  | 93       | 17 tháng 6 năm 2012  | Sân vận động Metalist, Kharkiv, Ukraina                     | Hà Lan               | 2–1       | 2–1                  | UEFA Euro 2012                          | [ 47 ]  |
| 35  | 94       | 21 tháng 6 năm 2012  | Sân vận động Quốc gia, Warszawa, Ba Lan                     | Séc                  | 1–0       | 1–0                  | UEFA Euro 2012                          | [ 48 ]  |
| 36  | 96       | 15 tháng 8 năm 2012  | Sân vận động Algarve, Faro, Bồ Đào Nha                      | Panamá               | 2–0       | 2–0                  | Giao hữu                                | [ 49 ]  |
| 37  | 97       | 7 tháng 9 năm 2012   | Sân vận động Josy Barthel, Thành phố Luxembourg, Luxembourg | Luxembourg           | 1–1       | 2–1                  | Vòng loại FIFA World Cup 2014           | [ 50 ]  |
| 38  | 101      | 6 tháng 2 năm 2013   | Sân vận động D. Afonso Henriques, Guimarães, Bồ Đào Nha     | Ecuador              | 1–1       | 2–3                  | Giao hữu                                | [ 51 ]  |
| 39  | 104      | 10 tháng 6 năm 2013  | Sân vận động Genève, Genève, Thụy Sĩ                        | Croatia              | 1–0       | 1–0                  | Giao hữu                                | [ 52 ]  |
| 40  | 105      | 14 tháng 8 năm 2013  | Sân vận động Algarve, Faro, Bồ Đào Nha                      | Hà Lan               | 1–1       | 1–1                  | Giao hữu                                | [ 53 ]  |
| 41  | 106      | 6 tháng 9 năm 2013   | Windsor Park, Belfast, Bắc Ireland                          | Bắc Ireland          | 2–2       | 4–2                  | Vòng loại FIFA World Cup 2014           | [ 54 ]  |
| 42  | 106      | 6 tháng 9 năm 2013   | Windsor Park, Belfast, Bắc Ireland                          | Bắc Ireland          | 3–2       | 4–2                  | Vòng loại FIFA World Cup 2014           | [ 54 ]  |
| 43  | 106      | 6 tháng 9 năm 2013   | Windsor Park, Belfast, Bắc Ireland                          | Bắc Ireland          | 4–2       | 4–2                  | Vòng loại FIFA World Cup 2014           | [ 54 ]  |
| 44  | 108      | 15 tháng 11 năm 2013 | Sân vận động Ánh sáng, Lisboa, Bồ Đào Nha                   | Thụy Điển            | 1–0       | 1–0                  | Vòng loại FIFA World Cup 2014           | [ 55 ]  |
| 45  | 109      | 19 tháng 11 năm 2013 | Friends Arena, Solna, Thụy Điển                             | Thụy Điển            | 1–0       | 3–2                  | Vòng loại FIFA World Cup 2014           | [ 56 ]  |
| 46  | 109      | 19 tháng 11 năm 2013 | Friends Arena, Solna, Thụy Điển                             | Thụy Điển            | 2–2       | 3–2                  | Vòng loại FIFA World Cup 2014           | [ 56 ]  |
| 47  | 109      | 19 tháng 11 năm 2013 | Friends Arena, Solna, Thụy Điển                             | Thụy Điển            | 3–2       | 3–2                  | Vòng loại FIFA World Cup 2014           | [ 56 ]  |
| 48  | 110      | 5 tháng 3 năm 2014   | Sân vận động Dr. Magalhães Pessoa, Leiria, Bồ Đào Nha       | Cameroon             | 1–0       | 5–1                  | Giao hữu                                | [ 57 ]  |
| 49  | 110      | 5 tháng 3 năm 2014   | Sân vận động Dr. Magalhães Pessoa, Leiria, Bồ Đào Nha       | Cameroon             | 5–1       | 5–1                  | Giao hữu                                | [ 57 ]  |
| 50  | 114      | 26 tháng 6 năm 2014  | Sân vận động Quốc gia Mané Garrincha, Brasília, Brasil      | Ghana                | 2–1       | 2–1                  | FIFA World Cup 2014                     | [ 58 ]  |
| 51  | 116      | 14 tháng 10 năm 2014 | Sân vận động Parken, Copenhagen, Đan Mạch                   | Đan Mạch             | 1–0       | 1–0                  | Vòng loại UEFA Euro 2016                | [ 59 ]  |
| 52  | 117      | 14 tháng 11 năm 2014 | Sân vận động Algarve, Faro, Bồ Đào Nha                      | Armenia              | 1–0       | 1–0                  | Vòng loại UEFA Euro 2016                | [ 60 ]  |
| 53  | 120      | 13 tháng 6 năm 2015  | Sân vận động Cộng hòa Vazgen Sargsyan, Yerevan, Armenia     | Armenia              | 1–1‡      | 3–2                  | Vòng loại UEFA Euro 2016                | [ 61 ]  |
| 54  | 120      | 13 tháng 6 năm 2015  | Sân vận động Cộng hòa Vazgen Sargsyan, Yerevan, Armenia     | Armenia              | 2–1       | 3–2                  | Vòng loại UEFA Euro 2016                | [ 61 ]  |
| 55  | 120      | 13 tháng 6 năm 2015  | Sân vận động Cộng hòa Vazgen Sargsyan, Yerevan, Armenia     | Armenia              | 3–1       | 3–2                  | Vòng loại UEFA Euro 2016                | [ 61 ]  |
| 56  | 125      | 29 tháng 3 năm 2016  | Sân vận động Dr. Magalhães Pessoa, Leiria, Bồ Đào Nha       | Bỉ                   | 2–0       | 2–1                  | Giao hữu                                | [ 62 ]  |
| 57  | 126      | 8 tháng 6 năm 2016   | Sân vận động Ánh sáng, Lisboa, Bồ Đào Nha                   | Estonia              | 1–0       | 7–0                  | Giao hữu                                | [ 63 ]  |
| 58  | 126      | 8 tháng 6 năm 2016   | Sân vận động Ánh sáng, Lisboa, Bồ Đào Nha                   | Estonia              | 3–0       | 7–0                  | Giao hữu                                | [ 63 ]  |
| 59  | 129      | 22 tháng 6 năm 2016  | Parc Olympique Lyonnais, Lyon, Pháp                         | Hungary              | 2–2       | 3–3                  | UEFA Euro 2016                          | [ 64 ]  |
| 60  | 129      | 22 tháng 6 năm 2016  | Parc Olympique Lyonnais, Lyon, Pháp                         | Hungary              | 3–3       | 3–3                  | UEFA Euro 2016                          | [ 64 ]  |
| 61  | 132      | 6 tháng 7 năm 2016   | Parc Olympique Lyonnais, Lyon, Pháp                         | Wales                | 1–0       | 2–0                  | UEFA Euro 2016                          | [ 65 ]  |
| 62  | 134      | 7 tháng 10 năm 2016  | Sân vận động Thành phố Aveiro, Aveiro, Bồ Đào Nha           | Andorra              | 1–0       | 6–0                  | Vòng loại FIFA World Cup 2018           | [ 66 ]  |
| 63  | 134      | 7 tháng 10 năm 2016  | Sân vận động Thành phố Aveiro, Aveiro, Bồ Đào Nha           | Andorra              | 2–0       | 6–0                  | Vòng loại FIFA World Cup 2018           | [ 66 ]  |
| 64  | 134      | 7 tháng 10 năm 2016  | Sân vận động Thành phố Aveiro, Aveiro, Bồ Đào Nha           | Andorra              | 4–0       | 6–0                  | Vòng loại FIFA World Cup 2018           | [ 66 ]  |
| 65  | 134      | 7 tháng 10 năm 2016  | Sân vận động Thành phố Aveiro, Aveiro, Bồ Đào Nha           | Andorra              | 5–0       | 6–0                  | Vòng loại FIFA World Cup 2018           | [ 66 ]  |
| 66  | 135      | 10 tháng 1 năm 2016  | Tórsvøllur, Tórshavn, Quần đảo Faroe                        | Quần đảo Faroe       | 4–0       | 6–0                  | Vòng loại FIFA World Cup 2018           | [ 67 ]  |
| 67  | 136      | 13 tháng 11 năm 2016 | Sân vận động Algarve, Faro, Bồ Đào Nha                      | Latvia               | 1–0‡      | 4–1                  | Vòng loại FIFA World Cup 2018           | [ 68 ]  |
| 68  | 136      | 13 tháng 11 năm 2016 | Sân vận động Algarve, Faro, Bồ Đào Nha                      | Latvia               | 3–1       | 4–1                  | Vòng loại FIFA World Cup 2018           | [ 68 ]  |
| 69  | 137      | 25 tháng 3 năm 2017  | Sân vận động Ánh sáng, Lisboa, Bồ Đào Nha                   | Hungary              | 2–0       | 3–0                  | Vòng loại FIFA World Cup 2018           | [ 69 ]  |
| 70  | 137      | 25 tháng 3 năm 2017  | Sân vận động Ánh sáng, Lisboa, Bồ Đào Nha                   | Hungary              | 3–0       | 3–0                  | Vòng loại FIFA World Cup 2018           | [ 69 ]  |
| 71  | 138      | 28 tháng 3 năm 2017  | Sân vận động Marítimo, Funchal, Bồ Đào Nha                  | Thụy Điển            | 1–0       | 2–3                  | Giao hữu                                | [ 70 ]  |
| 72  | 139      | 9 tháng 6 năm 2017   | Sân vận động Skonto, Riga, Latvia                           | Latvia               | 1–0       | 3–0                  | Vòng loại FIFA World Cup 2018           | [ 71 ]  |
| 73  | 139      | 9 tháng 6 năm 2017   | Sân vận động Skonto, Riga, Latvia                           | Latvia               | 2–0       | 3–0                  | Vòng loại FIFA World Cup 2018           | [ 71 ]  |
| 74  | 141      | 21 tháng 6 năm 2017  | Otkrytiye Arena, Moskva, Nga                                | Nga                  | 1–0       | 1–0                  | FIFA Confederations Cup 2017            | [ 72 ]  |
| 75  | 142      | 24 tháng 6 năm 2017  | Sân vận động Krestovsky, Sankt-Peterburg, Nga               | New Zealand          | 1–0‡      | 4–0                  | FIFA Confederations Cup 2017            | [ 73 ]  |
| 76  | 144      | 31 tháng 8 năm 2017  | Sân vận động Bessa, Porto, Bồ Đào Nha                       | Quần đảo Faroe       | 1–0       | 5–1                  | Vòng loại FIFA World Cup 2018           | [ 74 ]  |
| 77  | 144      | 31 tháng 8 năm 2017  | Sân vận động Bessa, Porto, Bồ Đào Nha                       | Quần đảo Faroe       | 2–0‡      | 5–1                  | Vòng loại FIFA World Cup 2018           | [ 74 ]  |
| 78  | 144      | 31 tháng 8 năm 2017  | Sân vận động Bessa, Porto, Bồ Đào Nha                       | Quần đảo Faroe       | 4–1       | 5–1                  | Vòng loại FIFA World Cup 2018           | [ 74 ]  |
| 79  | 146      | 7 tháng 10 năm 2017  | Sân vận động Quốc gia, Andorra la Vella, Andorra            | Andorra              | 1–0       | 2–0                  | Vòng loại FIFA World Cup 2018           | [ 75 ]  |
| 80  | 148      | 23 tháng 3 năm 2018  | Letzigrund, Zürich, Thụy Sĩ                                 | Ai Cập               | 1–1       | 2–1                  | Giao hữu                                | [ 76 ]  |
| 81  | 148      | 23 tháng 3 năm 2018  | Letzigrund, Zürich, Thụy Sĩ                                 | Ai Cập               | 2–1       | 2–1                  | Giao hữu                                | [ 76 ]  |
| 82  | 151      | 15 tháng 6 năm 2018  | Sân vận động Olympic Fisht, Sochi, Nga                      | Tây Ban Nha          | 1–0‡      | 3–3                  | FIFA World Cup 2018                     | [ 77 ]  |
| 83  | 151      | 15 tháng 6 năm 2018  | Sân vận động Olympic Fisht, Sochi, Nga                      | Tây Ban Nha          | 2–1       | 3–3                  | FIFA World Cup 2018                     | [ 77 ]  |
| 84  | 151      | 15 tháng 6 năm 2018  | Sân vận động Olympic Fisht, Sochi, Nga                      | Tây Ban Nha          | 3–3       | 3–3                  | FIFA World Cup 2018                     | [ 77 ]  |
| 85  | 152      | 20 tháng 6, 2018     | Sân vận động Luzhniki, Moskva, Nga                          | Maroc                | 1–0       | 1–0                  | FIFA World Cup 2018                     | [ 78 ]  |
| 86  | 157      | 5 tháng 6 năm 2019   | Sân vận động Dragão, Porto, Bồ Đào Nha                      | Thụy Sĩ              | 1–0       | 3–1                  | Vòng chung kết UEFA Nations League 2019 | [ 79 ]  |
| 87  | 157      | 5 tháng 6 năm 2019   | Sân vận động Dragão, Porto, Bồ Đào Nha                      | Thụy Sĩ              | 2–1       | 3–1                  | Vòng chung kết UEFA Nations League 2019 | [ 79 ]  |
| 88  | 157      | 5 tháng 6 năm 2019   | Sân vận động Dragão, Porto, Bồ Đào Nha                      | Thụy Sĩ              | 3–1       | 3–1                  | Vòng chung kết UEFA Nations League 2019 | [ 79 ]  |
| 89  | 159      | 7 tháng 9 năm 2019   | Sân vận động Sao Đỏ, Beograd, Serbia                        | Serbia               | 3–1       | 4–2                  | Vòng loại UEFA Euro 2020                | [ 80 ]  |
| 90  | 160      | 10 tháng 9 năm 2019  | Sân vận động LFF, Vilnius, Litva                            | Litva                | 1–0‡      | 5–1                  | Vòng loại UEFA Euro 2020                | [ 81 ]  |
| 91  | 160      | 10 tháng 9 năm 2019  | Sân vận động LFF, Vilnius, Litva                            | Litva                | 2–1       | 5–1                  | Vòng loại UEFA Euro 2020                | [ 81 ]  |
| 92  | 160      | 10 tháng 9 năm 2019  | Sân vận động LFF, Vilnius, Litva                            | Litva                | 3–1       | 5–1                  | Vòng loại UEFA Euro 2020                | [ 81 ]  |
| 93  | 160      | 10 tháng 9 năm 2019  | Sân vận động LFF, Vilnius, Litva                            | Litva                | 4–1       | 5–1                  | Vòng loại UEFA Euro 2020                | [ 81 ]  |
| 94  | 161      | 11 tháng 10 năm 2019 | Sân vận động José Alvalade, Lisboa, Bồ Đào Nha              | Luxembourg           | 2–0       | 3–0                  | Vòng loại UEFA Euro 2020                | [ 82 ]  |
| 95  | 162      | 14 tháng 10 năm 2019 | Khu liên hợp thể thao quốc gia Olimpiyskiy, Kyiv, Ukraina   | Ukraina              | 1–2‡      | 1–2                  | Vòng loại UEFA Euro 2020                | [ 83 ]  |
| 96  | 163      | 14 tháng 11 năm 2019 | Sân vận động Algarve, Faro, Bồ Đào Nha                      | Litva                | 1–0‡      | 6–0                  | Vòng loại UEFA Euro 2020                | [ 84 ]  |
| 97  | 163      | 14 tháng 11 năm 2019 | Sân vận động Algarve, Faro, Bồ Đào Nha                      | Litva                | 2–0       | 6–0                  | Vòng loại UEFA Euro 2020                | [ 84 ]  |
| 98  | 163      | 14 tháng 11 năm 2019 | Sân vận động Algarve, Faro, Bồ Đào Nha                      | Litva                | 6–0       | 6–0                  | Vòng loại UEFA Euro 2020                | [ 84 ]  |
| 99  | 164      | 17 tháng 11 năm 2019 | Sân vận động Josy Barthel, Thành phố Luxembourg, Luxembourg | Luxembourg           | 2–0       | 2–0                  | Vòng loại UEFA Euro 2020                | [ 85 ]  |
| 100 | 165      | 8 tháng 9 năm 2020   | Friends Arena, Solna, Thụy Điển                             | Thụy Điển            | 1–0       | 2–0                  | UEFA Nations League 2020–21             | [ 86 ]  |
| 101 | 165      | 8 tháng 9 năm 2020   | Friends Arena, Solna, Thụy Điển                             | Thụy Điển            | 2–0       | 2–0                  | UEFA Nations League 2020–21             | [ 86 ]  |
| 102 | 168      | 11 tháng 11 năm 2020 | Sân vận động Ánh sáng, Lisboa, Bồ Đào Nha                   | Andorra              | 6–0       | 7–0                  | Giao hữu                                | [ 87 ]  |
| 103 | 173      | 30 tháng 3 năm 2021  | Sân vận động Josy Barthel, Thành phố Luxembourg, Luxembourg | Luxembourg           | 2–1       | 3–1                  | Vòng loại FIFA World Cup 2022           | [ 88 ]  |
| 104 | 175      | 9 tháng 6 năm 2021   | Sân vận động José Alvalade, Lisboa, Bồ Đào Nha              | Israel               | 2–0       | 4–0                  | Giao hữu                                | [ 89 ]  |
| 105 | 176      | 15 tháng 6 năm 2021  | Puskás Aréna, Budapest, Hungary                             | Hungary              | 2–0‡      | 3–0                  | UEFA Euro 2020                          | [ 90 ]  |
| 106 | 176      | 15 tháng 6 năm 2021  | Puskás Aréna, Budapest, Hungary                             | Hungary              | 3–0       | 3–0                  | UEFA Euro 2020                          | [ 90 ]  |
| 107 | 177      | 19 tháng 6 năm 2021  | Allianz Arena, München, Đức                                 | Đức                  | 1–0       | 2–4                  | UEFA Euro 2020                          | [ 91 ]  |
| 108 | 178      | 23 tháng 6 năm 2021  | Puskás Aréna, Budapest, Hungary                             | Pháp                 | 1–0‡      | 2–2                  | UEFA Euro 2020                          | [ 92 ]  |
| 109 | 178      | 23 tháng 6 năm 2021  | Puskás Aréna, Budapest, Hungary                             | Pháp                 | 2–2‡      | 2–2                  | UEFA Euro 2020                          | [ 92 ]  |
| 110 | 180      | 1 tháng 9 năm 2021   | Sân vận động Algarve, Faro, Bồ Đào Nha                      | Cộng hòa Ireland     | 1–1       | 2–1                  | Vòng loại FIFA World Cup 2022           | [ 93 ]  |
| 111 | 180      | 1 tháng 9 năm 2021   | Sân vận động Algarve, Faro, Bồ Đào Nha                      | Cộng hòa Ireland     | 2–1       | 2–1                  | Vòng loại FIFA World Cup 2022           | [ 93 ]  |
| 112 | 181      | 9 tháng 10 năm 2021  | Sân vận động Algarve, Faro, Bồ Đào Nha                      | Qatar                | 1–0       | 3–0                  | Giao hữu                                | [ 94 ]  |
| 113 | 182      | 12 tháng 10 năm 2021 | Sân vận động Algarve, Faro, Bồ Đào Nha                      | Luxembourg           | 1–0       | 5–0                  | Vòng loại FIFA World Cup 2022           | [ 95 ]  |
| 114 | 182      | 12 tháng 10 năm 2021 | Sân vận động Algarve, Faro, Bồ Đào Nha                      | Luxembourg           | 2–0       | 5–0                  | Vòng loại FIFA World Cup 2022           | [ 95 ]  |
| 115 | 182      | 12 tháng 10 năm 2021 | Sân vận động Algarve, Faro, Bồ Đào Nha                      | Luxembourg           | 5–0       | 5–0                  | Vòng loại FIFA World Cup 2022           | [ 95 ]  |
| 116 | 188      | 5 tháng 6 năm 2022   | Sân vận động Algarve, Faro, Bồ Đào Nha                      | Thụy Sĩ              | 2–0       | 4–0                  | UEFA Nations League 2022–23             | [ 96 ]  |
| 117 | 188      | 5 tháng 6 năm 2022   | Sân vận động Algarve, Faro, Bồ Đào Nha                      | Thụy Sĩ              | 3–0       | 4–0                  | UEFA Nations League 2022–23             | [ 96 ]  |
| 118 | 192      | 24 tháng 11 năm 2022 | Sân vận động 974, Doha, Qatar                               | Ghana                | 1–0       | 3–2                  | FIFA World Cup 2022                     | [ 97 ]  |
| 119 | 197      | 23 tháng 3 năm 2023  | Sân vận động José Alvalade, Lisboa, Bồ Đào Nha              | Liechtenstein        | 3–0       | 4–0                  | Vòng loại UEFA Euro 2024                | [ 98 ]  |
| 120 | 197      | 23 tháng 3 năm 2023  | Sân vận động José Alvalade, Lisboa, Bồ Đào Nha              | Liechtenstein        | 4–0       | 4–0                  | Vòng loại UEFA Euro 2024                | [ 98 ]  |
| 121 | 198      | 26 tháng 3 năm 2023  | Sân vận động Luxembourg, Thành phố Luxembourg, Luxembourg   | Luxembourg           | 1–0       | 6–0                  | Vòng loại UEFA Euro 2024                | [ 99 ]  |
| 122 | 198      | 26 tháng 3 năm 2023  | Sân vận động Luxembourg, Thành phố Luxembourg, Luxembourg   | Luxembourg           | 4–0       | 6–0                  | Vòng loại UEFA Euro 2024                | [ 99 ]  |
| 123 | 200      | 20 tháng 6 năm 2023  | Laugardalsvöllur, Reykjavík, Iceland                        | Iceland              | 1–0       | 1–0                  | Vòng loại UEFA Euro 2024                | [ 100 ] |
| 124 | 202      | 13 tháng 10 năm 2023 | Sân vận động Dragão, Porto, Bồ Đào Nha                      | Slovakia             | 2–0       | 3–2                  | Vòng loại UEFA Euro 2024                | [ 101 ] |
| 125 | 202      | 13 tháng 10 năm 2023 | Sân vận động Dragão, Porto, Bồ Đào Nha                      | Slovakia             | 3–1       | 3–2                  | Vòng loại UEFA Euro 2024                | [ 101 ] |
| 126 | 203      | 16 tháng 10 năm 2023 | Sân vận động Bilino Polje, Zenica, Bosna và Hercegovina     | Bosna và Hercegovina | 1–0       | 5–0                  | Vòng loại UEFA Euro 2024                | [ 102 ] |
| 127 | 203      | 16 tháng 10 năm 2023 | Sân vận động Bilino Polje, Zenica, Bosna và Hercegovina     | Bosna và Hercegovina | 2–0       | 5–0                  | Vòng loại UEFA Euro 2024                | [ 102 ] |
| 128 | 204      | 16 tháng 11 năm 2023 | Sân vận động Rheinpark, Vaduz, Liechtenstein                | Liechtenstein        | 1–0       | 2–0                  | Vòng loại UEFA Euro 2024                | [ 103 ] |
| 129 | 207      | 11 tháng 6 năm 2024  | Sân vận động Municipal de Aveiro, Aveiro, Bồ Đào Nha        | Cộng hòa Ireland     | 2–0       | 3–0                  | Giao hữu                                | [ 104 ] |
| 130 | 207      | 11 tháng 6 năm 2024  | Sân vận động Municipal de Aveiro, Aveiro, Bồ Đào Nha        | Cộng hòa Ireland     | 3–0       | 3–0                  | Giao hữu                                | [ 104 ] |
| 131 | 213      | 5 tháng 9 năm 2024   | Sân vận động Ánh sáng, Lisboa, Bồ Đào Nha                   | Croatia              | 2–0       | 2–1                  | UEFA Nations League 2024–25             | [ 105 ] |
| 132 | 214      | 8 tháng 9 năm 2024   | Sân vận động Ánh sáng, Lisboa, Bồ Đào Nha                   | Scotland             | 2–1       | 2–1                  | UEFA Nations League 2024–25             | [ 106 ] |
| 133 | 215      | 12 tháng 10 năm 2024 | Sân vận động Quốc gia, Warsaw, Ba Lan                       | Ba Lan               | 2–0       | 3–1                  | UEFA Nations League 2024–25             | [ 107 ] |
| 134 | 217      | 15 tháng 11 năm 2024 | Sân vận động Dragão, Porto, Bồ Đào Nha                      | Ba Lan               | 2–0‡      | 5–1                  | UEFA Nations League 2024–25             | [ 108 ] |
| 135 | 217      | 15 tháng 11 năm 2024 | Sân vận động Dragão, Porto, Bồ Đào Nha                      | Ba Lan               | 5–0       | 5–1                  | UEFA Nations League 2024–25             | [ 108 ] |
| 136 | 219      | 23 tháng 3 năm 2025  | Sân vận động José Alvalade, Lisbon, Bồ Đào Nha              | Đan Mạch             | 2–1       | 5–2 (s.h.p.)         | UEFA Nations League 2024–25             | [ 109 ] |
| 137 | 220      | 4 tháng 6 năm 2025   | Allianz Arena, München, Đức                                 | Đức                  | 2–1       | 2–1                  | Vòng chung kết UEFA Nations League 2025 | [ 110 ] |
| 138 | 221      | 8 tháng 6 năm 2025   | Allianz Arena, München, Đức                                 | Tây Ban Nha          | 2–2       | 2–2 (s.h.p.) (5–3 p) | Vòng chung kết UEFA Nations League 2025 | [ 111 ] |

## Hat-trick

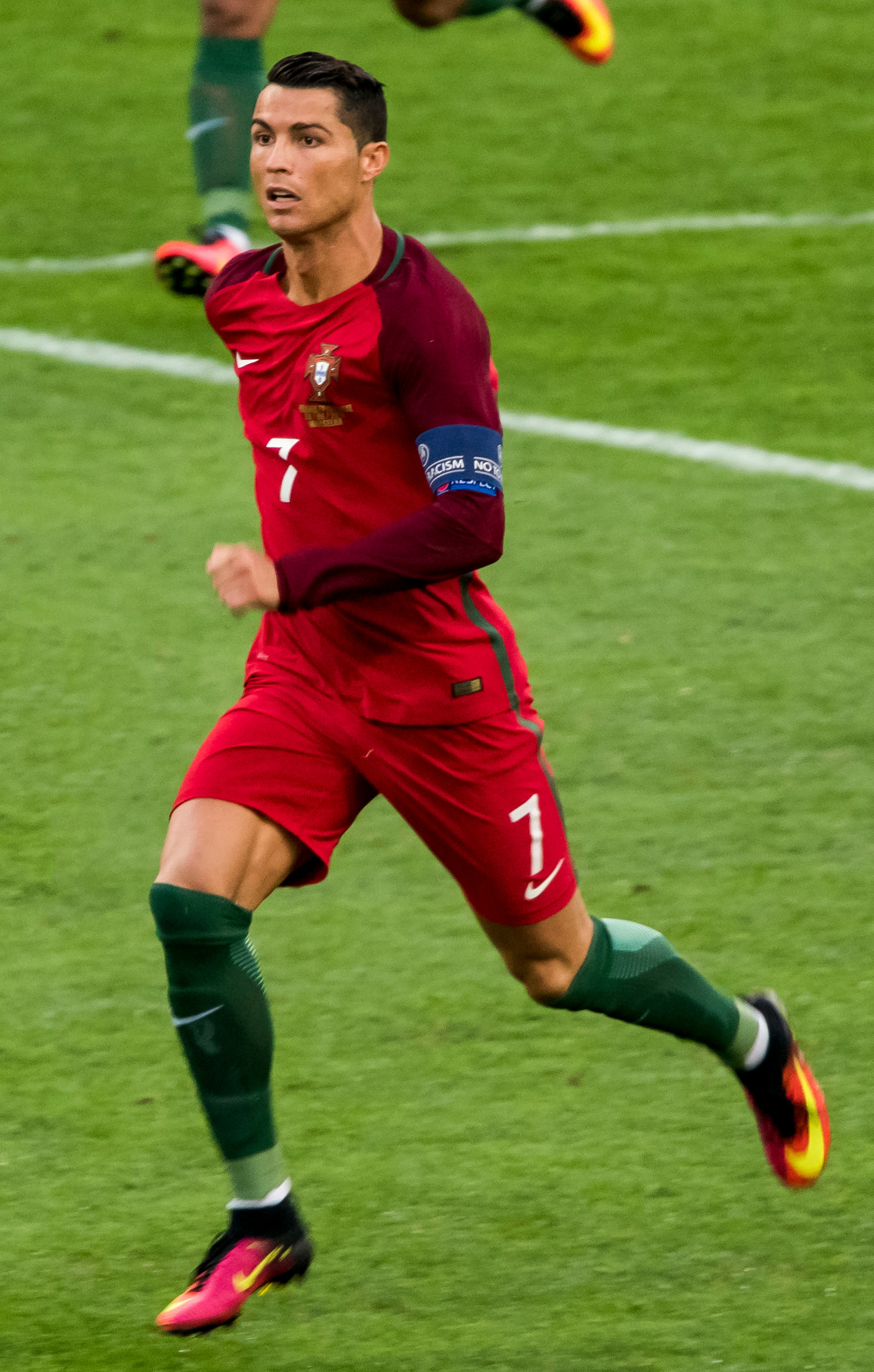
Ronaldo đã lập kỷ lục 10 hat-trick cho Bồ Đào Nha.

| ‡ | Bàn thắng được ghi từ phạt đền |

| Số | Ngày                 | Địa điểm                                          | Đối thủ        | Bàn thắng                | Kết quả | Giải đấu                                | Nguồn   |
| -- | -------------------- | ------------------------------------------------- | -------------- | ------------------------ | ------- | --------------------------------------- | ------- |
| 1  | 6 tháng 9 năm 2013   | Windsor Park, Belfast, Bắc Ireland                | Bắc Ireland    | 3 – (68', 77', 83')      | 4–2     | Vòng loại FIFA World Cup 2014           | [ 112 ] |
| 2  | 19 tháng 11 năm 2013 | Friends Arena, Solna, Thụy Điển                   | Thụy Điển      | 3 – (50', 77', 79')      | 3–2     | Vòng loại FIFA World Cup 2014           | [ 113 ] |
| 3  | 13 tháng 6 năm 2015  | Sân vận động Cộng hòa, Yerevan, Armenia           | Armenia        | 3 – (29'‡, 55', 58')     | 3–2     | Vòng loại UEFA Euro 2016                | [ 114 ] |
| 4  | 7 tháng 10 năm 2016  | Sân vận động Thành phố Aveiro, Aveiro, Bồ Đào Nha | Andorra        | 4 – (2', 4', 47', 68')   | 6–0     | Vòng loại FIFA World Cup 2018           | [ 115 ] |
| 5  | 31 tháng 8 năm 2017  | Sân vận động Bessa, Porto, Bồ Đào Nha             | Quần đảo Faroe | 3 – (3', 29'‡, 65')      | 5–1     | Vòng loại FIFA World Cup 2018           | [ 116 ] |
| 6  | 15 tháng 6 năm 2018  | Sân vận động Olympic Fisht, Sochi, Nga            | Tây Ban Nha    | 3 – (4'‡, 44', 88')      | 3–3     | FIFA World Cup 2018                     | [ 117 ] |
| 7  | 5 tháng 6 năm 2019   | Sân vận động Dragão, Porto, Bồ Đào Nha            | Thụy Sĩ        | 3 – (25', 88', 90')      | 3–1     | Vòng chung kết UEFA Nations League 2019 | [ 118 ] |
| 8  | 10 tháng 9 năm 2019  | Sân vận động LFF, Vilnius, Litva                  | Litva          | 4 – (7'‡, 62', 65', 76') | 5–1     | Vòng loại UEFA Euro 2020                | [ 119 ] |
| 9  | 14 tháng 11 năm 2019 | Sân vận động Algarve, Faro/Loulé, Bồ Đào Nha      | Litva          | 3 – (7'‡, 22', 65')      | 6–0     | Vòng loại UEFA Euro 2020                | [ 120 ] |
| 10 | 12 tháng 10 năm 2021 | Sân vận động Algarve, Faro/Loulé, Bồ Đào Nha      | Luxembourg     | 3 – (8'‡, 13'‡, 87')     | 5–0     | Vòng loại FIFA World Cup 2022           | [ 95 ]  |

## Số liệu thống kê
Tính đến trận đấu diễn ra ngày 15 tháng 10 năm 2024
| Năm       | Trận đấu | Bàn thắng |
| --------- | -------- | --------- |
| 2003      | 2        | 0         |
| 2004      | 16       | 7         |
| 2005      | 11       | 2         |
| 2006      | 14       | 6         |
| 2007      | 10       | 5         |
| 2008      | 8        | 1         |
| 2009      | 7        | 1         |
| 2010      | 11       | 3         |
| 2011      | 8        | 7         |
| 2012      | 13       | 5         |
| 2013      | 9        | 10        |
| 2014      | 9        | 5         |
| 2015      | 5        | 3         |
| 2016      | 13       | 13        |
| 2017      | 11       | 11        |
| 2018      | 7        | 6         |
| 2019      | 10       | 14        |
| 2020      | 6        | 3         |
| 2021      | 14       | 13        |
| 2022      | 12       | 3         |
| 2023      | 9        | 10        |
| 2024      | 11       | 5         |
| Tổng cộng | 216      | 133       |

| Giải đấu                             | Trận đấu | Bàn thắng |
| ------------------------------------ | -------- | --------- |
| Giao hữu                             | 54       | 22        |
| Vòng loại UEFA European Championship | 44       | 41        |
| UEFA European Championship           | 30       | 14        |
| UEFA Nations League                  | 15       | 10        |
| Vòng loại FIFA World Cup             | 47       | 36        |
| FIFA World Cup                       | 22       | 8         |
| FIFA Confederations Cup              | 4        | 2         |
| Tổng cộng                            | 216      | 133       |

| Liên đoàn | Đội | Bàn thắng |
| --------- | --- | --------- |
| UEFA      | 36  | 117       |
| CAF       | 4   | 7         |
| AFC       | 4   | 5         |
| CONMEBOL  | 2   | 2         |
| CONCACAF  | 1   | 1         |
| OFC       | 1   | 1         |
| Tổng cộng | 48  | 133       |

| Đối thủ              | Bàn thắng |
| -------------------- | --------- |
| Luxembourg           | 11        |
| Litva                | 7         |
| Thụy Điển            | 7         |
| Andorra              | 6         |
| Hungary              | 6         |
| Armenia              | 5         |
| Latvia               | 5         |
| Thụy Sĩ              | 5         |
| Bosna và Hercegovina | 4         |
| Estonia              | 4         |
| Quần đảo Faroe       | 4         |
| Hà Lan               | 4         |
| Cộng hòa Ireland     | 4         |
| Bỉ                   | 3         |
| Đan Mạch             | 3         |
| Liechtenstein        | 3         |
| Bắc Ireland          | 3         |
| Nga                  | 3         |
| Slovakia             | 3         |
| Tây Ban Nha          | 3         |
| Azerbaijan           | 2         |
| Cameroon             | 2         |
| Croatia              | 2         |
| Síp                  | 2         |
| Séc                  | 2         |
| Ai Cập               | 2         |
| Pháp                 | 2         |
| Ghana                | 2         |
| Iceland              | 2         |
| Kazakhstan           | 2         |
| Ba Lan               | 2         |
| Ả Rập Xê Út          | 2         |
| Argentina            | 1         |
| Ecuador              | 1         |
| Phần Lan             | 1         |
| Đức                  | 1         |
| Hy Lạp               | 1         |
| Iran                 | 1         |
| Israel               | 1         |
| Maroc                | 1         |
| New Zealand          | 1         |
| CHDCND Triều Tiên    | 1         |
| Panamá               | 1         |
| Qatar                | 1         |
| Scotland             | 1         |
| Serbia               | 1         |
| Ukraina              | 1         |
| Wales                | 1         |
| Tổng cộng            | 133       |